# Shandite
La shandite è un minerale.